# Synagoge (Butzweiler)

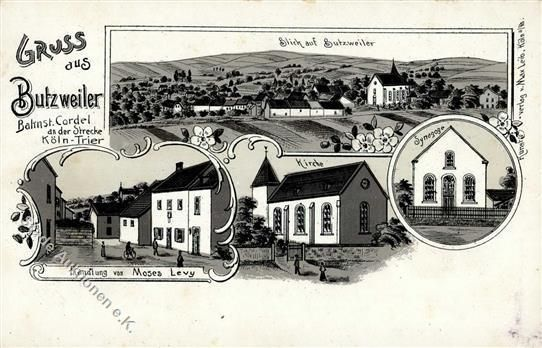
Postkarte von Butzweiler mit der Synagoge (rechts außen)

Die Synagoge in Butzweiler, einem Ortsteil  der Ortsgemeinde Newel im Landkreis Trier-Saarburg in Rheinland-Pfalz, wurde 1892 errichtet.

## Geschichte
Die Synagoge stand mit dem Ostgiebel zum Ramsteiner Weg. Das Synagogengrundstück war mit einer halbhohen Mauer, auf der ein Eisengitter befestigt war, umgeben. Der Satteldachbau war ein einfacher Rechteckkörper mit geneigtem Dach aus Sandsteinbruchmauerwerk, der verputzt und weiß gekalkt war.
Die Rundfenster und Rundbogenfenster waren in Sandstein gefasst. Ein umlaufender in Sandstein gefertigter, leicht zurückspringender Sockel und ein profiliertes Traufgesims gliederten den Bau. An der Gebäudeecke der West- und Nordseite war die jüdische Schule mit Lehrerwohnung angebaut.
Die Westansicht war symmetrisch gegliedert, über Stufen erreichte man das zweiflügelige Portal mit Oberlicht. Im Vorraum befand sich links neben dem Eingang eine hölzerne Treppe, die zur L-förmigen Empore führte. Der Sakralraum wurde von einer tonnenförmigen Decke überwölbt.

## Zeit des Nationalsozialismus
Beim Novemberpogrom 1938 wurde die Synagoge durch SA-Männer aus Trier und Ortsbewohner geschändet und ihre Inneneinrichtung zerstört.
Bevor das ehemalige Synagogengebäude zum heutigen Wohnhaus umgebaut wurde, unterlag es unterschiedlicher Nutzung.
Seit 1988 befindet sich eine Gedenktafel an der Straßenseite.